# Cantone di Champs-sur-Tarentaine-Marchal
Il Cantone di Champs-sur-Tarentaine-Marchal era una divisione amministrativa dell'arrondissement di Mauriac.
A seguito della riforma approvata con decreto del 13 febbraio 2014, che ha avuto attuazione dopo le elezioni dipartimentali del 2015, è stato soppresso.

## Composizione
Comprendeva i comuni di
- Beaulieu
- Champs-sur-Tarentaine-Marchal
- Lanobre
- Trémouille